# Where Do We Go from Here? (Asking Alexandria)
Where Do We Go from Here? è l'ottavo album in studio del gruppo musicale britannico Asking Alexandria, pubblicato il 25 agosto 2023 dalla Better Noise Music.

## Descrizione
L'album segna un ritorno verso sonorità più pesanti, con abbondante uso dello screaming da parte di Danny Worsnop e svariati riff aggressivi di chitarra. Non mancano tuttavia brani più accessibili come Nothing Left, Psycho e la ballata Where Do We Go from Here, oltre ad altri caratterizzati da elementi elettronici e sperimentali.

## Promozione
Il 12 maggio 2023 gli Asking Alexandria hanno pubblicato come primo Dark Void, accompagnato dal relativo video musicale. Come secondo ed ultimo singolo volto ad anticipare il disco è stato scelto Psycho, la cui edizione digitale figura come b-side la traccia d'apertura Bad Blood.

## Tracce
Testi e musiche di Danny Worsnop, Benjamin Bruce, James Cassells, Matt Good e Paul Alexander Bartolome, eccetto dove indicato.
1. Bad Blood – 3:30
2. Things Could Be Different – 3:35
3. Let Go – 4:13
4. Psycho – 3:56
5. Dark Void – 3:52
6. Nothing Left – 4:27
7. Feel – 3:32
8. Let the Dead Take Me – 3:44
9. Kill It with Fire – 1:06 (Benjamin Bruce, James Cassells, Matt Good)
10. Holding On to Something More – 3:24
11. Where Do We Go from Here – 4:09 (Danny Worsnop, Benjamin Bruce, James Cassells, Matt Good)

## Formazione
Hanno partecipato alle registrazioni, secondo le note di copertina:
Gruppo
- Sam Bettley – basso
- Ben Bruce – chitarra
- James Cassells – batteria
- Cameron Liddell – chitarra
- Danny Worsnop – voce

Produzione
- Matt Good – produzione, missaggio
- Howie Weinberg – mastering
- Will Borza – mastering

## Classifiche
| Classifica (2023)          | Posizione massima |
| -------------------------- | ----------------- |
| Germania                   | 79                |
| Regno Unito (independent)  | 17                |
| Regno Unito (rock & metal) | 5                 |